# Бура, Ольга Васильевна
Ольга Васильевна Бура (укр. Ольга Василівна Бура; 22 июля 1986 — 10 марта 2014, Киев) — участница Евромайдана. Герой Украины (2014, посмертно).

## Биография
Большую часть жизни проживала в селе Журатин Львовской области. Была дважды замужем (первый муж умер), детей не имела. Последний год жизни проживала со вторым мужем Владимиром в Киеве.
Когда в ноябре 2013 года начался Евромайдан, Бура с мужем записались в сотню самообороны. Она стояла на страже, участвовала в работе кухни, 18—20 февраля — единственная женщина в сотне — носила брусчатку на баррикады.
На Евромайдане сильно поранила руку, к медикам вовремя не обратилась. Скончалась в киевской больнице 10 марта 2014 года от заражения крови.
Похоронена 13 марта 2014 года в Репневе.

## Награды
- Звание Герой Украины с удостаиванием ордена «Золотая Звезда» (21 ноября 2014, посмертно) — за гражданское мужество, патриотизм, героическое отстаивание конституционных принципов демократии, прав и свобод человека, самоотверженное служение Украинскому народу, проявленные во время Революции достоинства[4].
- Медаль «За жертвенность и любовь к Украине» (УПЦ КП, июнь 2015, посмертно)[5].